# Футори (Польща)
Футори (пол. Futory) — село в Польщі, у гміні Олешичі Любачівського повіту Підкарпатського воєводства.
Населення — 539 осіб (2011).

## Географія
Село розташоване на відстані 5 кілометри на північний схід від центру гміни міста Олешичі, 6 кілометрів на північний захід від центру повіту міста Любачова і 79 кілометрів на схід від центру воєводства  — міста Ряшіва.

## Назва
Під час кампанії ліквідації українських назв у 1977-1981 роках село називалося Сосьніна (пол. Sośnina).

## Історія
У 1880 році село Футори належало до Цішанівського повіту Королівства Галичини та Володимирії Австро-Угорської імперії, в селі мешкало 702 особи, з них більшість греко-католиків та 101 римо-католик. Місцеві греко-католики належали до парафії Олешичі Олешицького деканату Перемишльської єпархії.
Станом на 1 січня 1939 року в селі було 880 мешканців, з них 740 українців-грекокатоликів, 130 українців-римокатоликів, 10 поляків. Місцеві греко-католики належали до парафії Борхів Любачівського деканату Перемишльської єпархії. Село входило до ґміни Дзікув Стари Любачівського повіту Львівського воєводства Польської республіки. Після анексії СРСР Західної України в 1939 році село включене до Любачівського району Львівської області. Однак вже у 1941 році територію зайняли війська вермахту. 22 липня 1944 року радянські війська оволоділи територією. В жовтні 1944 року Польщі віддані західні райони Львівської області, серед них і Любачівський. Корінне українське населення внаслідок виселення українців у 1945 році в СРСР та депортації в 1947 році в рамках акції Вісла на понімецькі території Польщі вбите або вивезене зі своєї історичної батьківщини. Мешканці села в рядах ОУН і УПА чинили опір етноциду.
У 1975-1998 роках село належало до Перемишльського воєводства.

## Демографія
Демографічна структура станом на 31 березня 2011 року:
|          | Загалом | Допрацездатний вік | Працездатний вік | Постпрацездатний вік |
| -------- | ------- | ------------------ | ---------------- | -------------------- |
| Чоловіки | 284     | 83                 | 175              | 26                   |
| Жінки    | 255     | 62                 | 136              | 57                   |
| Разом    | 539     | 145                | 311              | 83                   |